# 樋口信康
樋口 信康（ひぐち のぶやす）は、江戸時代初期の公家。藤原北家高倉流、樋口家の2代目。官位は従二位権中納言。

## 経歴
右近衛中将を経て、貞享元年（1684年）参議となり、貞享4年（1687年）権中納言になった。元禄4年（1691年）6月21日、69歳で薨去。法号は崇厳院岳誉看山。

## 系譜
- 正室：堀河康胤娘
  - 長男：康勝（1653-1660）
  - 次男：康資（1665-1671）
- 家女房
  - 四男：康煕（1677-1723）
- 生母不詳の子女
  - 三男：中條康満 - 尾張藩に仕えた。尾張中條家の祖。[2]
  - 長女：凌 - 鈴木重長室
  - 次女：初 - 松平忠勝室
  - 女子：七姫（長） - 松平頼章室
  - 女子：立 - 竹腰正辰室
  - 女子：久 - 葉室頼重室
  - 女子：常磐井 - 阿野公緒室
  - 五男：初川信愛
- 養子女
  - 女子：栄姫 - 櫛笥隆賀娘